# دیوید وارنر (بازیگر)
دیوید وارنر (انگلیسی: David Warner؛ زاده ۲۹ ژوئیهٔ ۱۹۴۱ – درگذشته ۲۴ ژوئیهٔ ۲۰۲۲) هنرپیشه اهل بریتانیا بود. وی از سال ۱۹۶۲ تا ۲۰۲۰ میلادی مشغول فعالیت بود.
از فیلم‌ها یا برنامه‌های تلویزیونی که وی در آن نقش داشته‌است، می‌توان به مینی سریال در آغاز، تایتانیک، پیشتازان فضا ۶: کشور کشف‌نشده  ، جیغ ۲، سیاره میمون‌ها، طالع نحس، قبل از اینکه بخوابم، مورگان، بیمار مناسبی برای درمان، سگ‌های پوشالی، سرود کیبل هوگ، فرماندهٔ پرواز، مردی با دو مغز، اس‌اواس. تایتانیک، لاک‌پشت‌های نینجای ۲ و پراویدنس اشاره کرد.
وی در ٢۴ ژوئیهٔ ٢٠٢٢ درگذشت.